# Carmelita Correa
Carmelita Correa (ur. 5 grudnia 1988) – meksykańska lekkoatletka specjalizująca się w skoku o tyczce.

## Osiągnięcia
- srebrny medal mistrzostw Ameryki Środkowej i Karaibów juniorów (Port-of-Spain 2006)[1]
- złoto mistrzostw Ameryki Środkowej i Karaibów (Morelia 2013)
- medalistka (w tym złota) mistrzostw kraju[2][3][4]

## Rekordy życiowe
- skok o tyczce (stadion) – 4,35 (2016) rekord Meksyku
- skok o tyczce (hala) – 4,41 (2016) rekord Meksyku